# اقامتگاه رسمی
اقامتگاه رسمی (انگلیسی: Official residence) اقامتگاهی است که توسط یک مقام تعیین و به یک مقام (مانند رئیس کشور، رئیس دولت، استاندار، فرماندار یا سایر چهره‌های ارشد) اختصاص داده می‌شود و ممکن است همان مکانی باشد که صاحب مقام، وظایف کاری یا زندگی خود را در آن انجام می‌دهد.
از اقامتگاه‌های رسمی می‌توان به: کاخ الیزه (رئیس‌جمهور فرانسه)، کاخ بلویو (رئیس‌جمهور آلمان)، بیت رهبری (رهبر جمهوری اسلامی ایران) و کاخ‌موزه سعدآباد (رئیس‌جمهور ایران)، کاخ مرمر و کاخ نیاوران (دودمان پهلوی)، بیت هاناسی (رئیس‌جمهور اسرائیل)، کاخ کوئیرینال (رئیس‌جمهور ایتالیا)، کرملین مسکو (رئیس‌جمهور روسیه)، کاخ آبی (رئیس‌جمهور کره جنوبی)، کاخ مارینسکی (رئیس‌جمهور اوکراین)، کاخ باکینگهام (پادشاه بریتانیا)، شماره ۱۰ خیابان داونینگ (نخست‌وزیر بریتانیا) و کاخ سفید (رئیس‌جمهور ایالات متحده آمریکا) و شماره یک میدان رصدخانه (معاون رئیس‌جمهور ایالات متحده آمریکا) اشاره کرد.